# 4Q118
4Q118 (według starego systemu oznaczeń 4Q Chronicles) – mały fragment rękopisu w postaci zwoju należącego do zwojów znad Morza Martwego odnaleziony w grocie 4. Pochodzi z I wieku p.n.e. Zawiera krótki fragment tekstu Ksiąg Kronik lub ich parafrazę. Jest to jedyny tekst z Qumran przekazujący tekst bliski biblijnym Księgom Kronik.

## Opis
Na podstawie analizy paleogrficznej zachowanego fragmentu 4Q118 wiadomo, że rękopis został zapisany pismem przejściowym między okresem hasmonejskim a herodiańskim, Oznacza to że zwój powstał pomiędzy 50 a 25 rokiem p.n.e.
Zwój 4Q118 zachował się w formie szczątkowej. Zawiera tekst w dwóch kolumnach. Kolumna druga w zasadzie pokrywa się tekstem 2 Kronik 28:27 do 29:3 z trzema drobnymi wariantami tekstowymi w stosunku do tekstu masoreckiego. Kolumna pierwsza zawiera kilka liter i wyrażenie: „i podniosłeś mnie”, które nie ma swojego odpowiednika w tekście Ksiąg Kronik (zarówno w tekście masoreckim jak i Septuagincie).
Wyrażenie „podniesiesz mnie” w Biblii pojawia się dwukrotnie w Księdze Psalmów (Ps 71:20 i Ps 102:25) zawsze w kontekście modlitewnym. Stąd jego pojawienie się przed tekstem Ksiąg Kronik nie pozwala jednoznacznie stwierdzić czy zwój 4Q118 to kopia biblijnego tekstu z Ksiąg Kronik, czy też forma parafrazy zawierająca psalmy o charakterze błagalnym. Jako parafraza 4Q118 byłby podobny do zwoju 4Q382 zawierającego parafrazę Ksiąg Królewskich oraz psalm błagalny zbliżony do modlitwy przypisywanej królowi Ezechiaszowi (Iz 38:9-20).
Stąd 4Q118 może być różnym od tekstu masoreckiego wariantem tekstu Ksiąg Kronik, może być parafrazą tekstu biblijnego lub też jest tekstem paralelnym wobec Ksiąg Kronik. W pierwszym przypadku byłby to wariant znany tylko z Qumran. W drugim oznaczało by to, że oryginalny tekst Ksiąg Kronik nie znajdował się wśród rękopisów z Qumran, co można tłumaczyć niechęcią wspólnoty qumrańskiej do Drugiej Świątyni Jerozolimskiej, której temat poruszają te księgi.

## Warianty tekstowe
Warianty tekstowe zwoju w porównaniu z tekstem masoreckim:.
- 2 Krn 28:27 (linia 2) – 4Q118: „syn Achaza”; TM: „syn jego”.
- 2 Krn 29:1 (linia 4) – 4Q118: „Ajba”; TM: „Abijja” (prawdopodobnie przypadkowe przestawienie liter „j” oraz „b” w imieniu własnym matki króla)
- 2 Krn 29:2 (linia 5) – 4Q118: „i on”; TM: „on”.